# خرگوش بی‌دم افغانی
خرگوش بی‌دم افغانی (نام علمی: Ochotona rufescens) پستانداری از راستهٔ خرگوش‌سانان و خانودهٔ خرگوش بی‌دم بوده که در ارمنستان، افغانستان، ایران، پاکستان و ترکمنستان یافت می‌شود. اتحادیه بین‌المللی حفاظت از طبیعت این جانور را از نظر وضعیت بقایی در فهرست گونه‌های با کمترین نگرانی جای داده است.

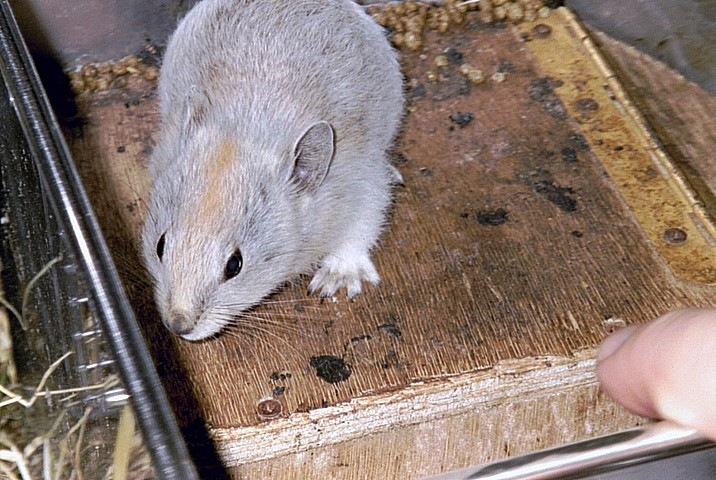
یک خرگوش بی‌دم افغانی در تولوز، فرانسه.